# بیلچه‌نوک کاکل‌دارچینی
بیلچه‌نوک کاکل‌دارچینی (نام علمی: Platyrinchus saturatus) نام یک گونه از سرده بیلچه‌نوک‌ها است.